# Nobiltà finlandese

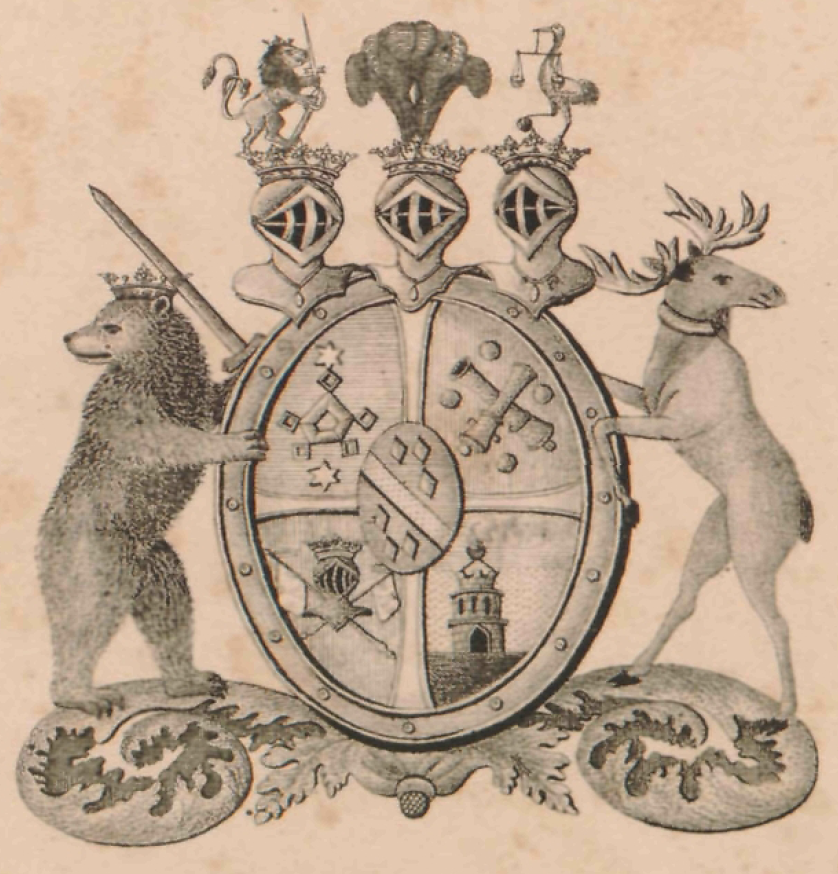
Stemma della famiglia Mannerheim, nobili finlandesi di rango comitale

La nobiltà finlandese (aateli in finlandese, adel in svedese) comprende tutti gli individui e le famiglie un tempo riconosciute della Finlandia come membri della classe aristocratica, ovvero godenti di privilegi ereditari, provenienti perlopiù da ambienti svedesi o russi.

## Storia

### Dal medioevo al 1561
La nobiltà finlandese è datata a prima del 1280 quando il Regno di Svezia col Decreto di Alsnö prescrisse che tutti i magnati che avessero potuto contribuire alla cavalleria con soldati ben equipaggiati, sarebbero stati esentati dalle tasse (o meglio dalle tasse ordinarie sulla terra) come il clero. Il termine arcaico finlandese per indicare la nobiltà, frälse, include anche il riferimento all'esenzione dalle tasse. Questo fatto consentì di mantenere vasti appezzamenti di terreni a prezzi contenuti da parte della classe aristocratica finlandese, perlomeno sino al XVII secolo quando anche i non nobili ottennero il permesso di acquistare la terra o di ereditarla. Spesso questi stessi signori che mantenevano i loro piccoli eserciti ne erano a capo, esercitando loro stessi il mestiere delle armi.
In Finlandia, dove pure non esistette mai la schiavitù, la nobiltà era legata al proprio lavoro ed al distinguersi come cittadini nelle grandi città. Inoltre la legge di successione svedese prevedeva che le proprietà potessero essere divise non con lo schema della primogenitura, ma tra gli eredi presenti. Uno dei nobili più importanti di quest'epoca fu sicuramente Bo Jonsson Grip. Poco dopo venne inoltre stabilito che il re di Svezia avrebbe governato il reame svedese (a cui la Finlandia apparteneva) in cooperazione col suo Consiglio Privato (Consiglio Reale) dove partecipavano anche i vescovi ed i magnati del regno, questi ultimi proprio per il fatto di essere tra i principali finanziatori del regno. Per le decisioni più importanti, tutti i frälse erano riuniti nella Dieta, che aveva anche delle sedi provinciali.
La nobiltà finlandese ad ogni modo non ebbe mai feudi ereditari (salvo rare eccezioni) e quasi tutti i possedimenti erano detenuti per un breve periodo come la nomina a governatore di un castello della Corona che garantiva i privilegi connessi all'incarico per il periodo in cui si ricopriva tale carica e quindi gli eredi dell'insignito non potevano avere o avanzare pretese di alcun genere su quel territorio o possedimento. Le terre dei magnati, invece, erano proprietà allodiali e quindi non erano "concesse" da un re feudale. Se i nobili erano tanto ricchi da potersi permettere la costruzione di un castello, questo rimaneva di loro proprietà ma le truppe che essi utilizzavano per difenderlo erano considerate "in prestito" sempre all'esercito del regno.
Per un vasto periodo i comandanti del Castello di Viborg, ai confini con la Repubblica di Novgorod, ebbero la funzione di margravi, mantenendo le rendite locali per la difesa del confine orientale del paese. Anche questo incarico, pur non essendo ereditario, vedeva la nomina di membri sempre delle medesime famiglie.
Sporadicamente, al culmine della società feudale, venne creata la posizione di Duca di Finlandia, tre volte per un fratello del re di Svezia e una volta per un parente lontano (Benedetto, duca di Halland), anch'egli appartenente al'alta nobiltà svedese. Tale titolo non fu mai ad ogni modo concesso a nobili finlandesi nel timore che questo potesse portare ad un riconoscimento di una formale indipendenza della regione.
Federico III del Sacro Romano Impero garantì agli arcidiaconi di Turku lo status di conti palatini (pfalzgrave) a partire dalla reggenza di Magnus di Särkilax (poi vescovo col nome di Magnus III), pratica che nei secoli successivi cadde in disuso.
Malgrado la pesante influenza germanica durtante l'epoca medievale, l'elaborato sistema di titolazioni nobiliari che pure esisteva entro i confini del Sacro Romano Impero (l'uso di vari titoli comitali come Landgraf, Reichsgraf, Burggraf e Pfalzgraf) non fu mai applicato nei feudi e nella nobiltà finlandese.
Tra le famiglie della frälse medievale ricordiamo i Särkilax, i Tavast, i Karp, gli Horn, i Villnäs, i Kurk di Laukko, i Lepaa, i Fincke, i Dufva, gli Harviala, i Sydänmaa, i Karppalainen, i Boije, i Hästesko, gli Jägerhorn af Spurila, i Pora (Spore), i Gesterby ed i Sarvlax, come pure un gruppo di famiglie straniere naturalizzate finlandesi come i Danske, i Fleming, i Frille, i Bidz ed i Diekn.
La precedente base delle entrate della frälse venne in gran parte demolita ad opera di Gustavo I di Svezia nel 1536 quando, nell'ambito delle sue riforme militari, introdusse una nuova organizzazione della cavalleria. In pratica si continuò il vecchio sistema di grandi fattorie (manieri) a sostegno della cavalleria, ma egli implementò questo sistema con la creazione del rusthåll. Il rusthåll è, genericamente, un grande maniero a un solo piano in pieno supporto dei cavalieri (le più grandi fino ad un numero di sette), dei loro cavalli e del loro equipaggiamento, in cambio dell'esenzione dalle tasse come di consueto. Le milizie locali per la prima volta non vennero più considerate come perennemente in servizio, ma al contrario vennero richieste solo in periodo di guerra, consentendo così ai cavalieri di rimanere nelle loro fattorie in tempo di pace, senza incarichi specifici (questa pratica, nel giro di un solo secolo, divenne obsoleta dal momento che la Svezia si trovò quasi sempre in conflitto con altre potenze). Questa organizzazione non mutò nemmeno nel 1682 quando Carlo XI di Svezia introdusse il nuovo sistema allodiale svedese, dove la rusthåll continuò ad essere un elemento fondamentale per il sostegno alla cavalleria e continuò ad esistere in Finlandia sino al XIX secolo.

### Dal 1561 al 1721
Sia i nobili nativi finlandesi che quelli svedesi in Finlandia, ad ovest del Golfo di Botnia, avevano la medesima rilevanza ancora nel XVI secolo. Secondo le ricerche svolte nel campo, il numero degli adulti nobili all'epoca si aggirava attorno ai 300-400 in Svezia ed attorno ai 250-350 in Finlandia che è un numero che risulta straordinariamente alto per la Finlandia che perlopiù è disabitata. Ad ogni modo il livello sociale delle due aristocrazie differiva drasticamente.
In Finlandia come in Svezia, una piccola élite componeva l'alta nobiltà che si misurava in ricchezza ed in antichità dei propri antenati, mentre la maggioranza era la bassa nobiltà, più bassa in termini di ricchezza, posizione e rispetto sociale oltre che di ruoli politici e di influenza. I nobili svedesi, però, godevano di maggiori esenzioni di tasse sulle terre rispetto a quelli finlandesi; questi ultimi inoltre potevano contare a testa su uno o massimo due manieri che per di più erano affidati in gestione alla bassa nobiltà, mentre l'alta nobiltà si dedicava più volentieri al mestiere delle armi.
La situazione dal XVI secolo ad ogni modo mutò drasticamente a favore della nobiltà militare della Finlandia dal momento che il regno di Svezia si trovò costantemente in conflitto con altre potenze europee nel tentativo di costruire una monarchia solida anche a livello amministrativo. La nobiltà finlandese, sfruttando questo particolare momento storico, colse l'occasione per arricchirsi ulteriormente e migliorare la propria posizione ed i propri privilegi che erano stati in parte messi in secondo piano dalla monarchia dei re Vasa.
Già Gustavo I di Svezia aveva nominato alcuni nobili finlandesi tra i suoi grandi consiglieri, in parte per la loro lealtà, in parte perché molti nobili svedesi erano stati massacrati sotto il regno di Cristiano II per ribellione.

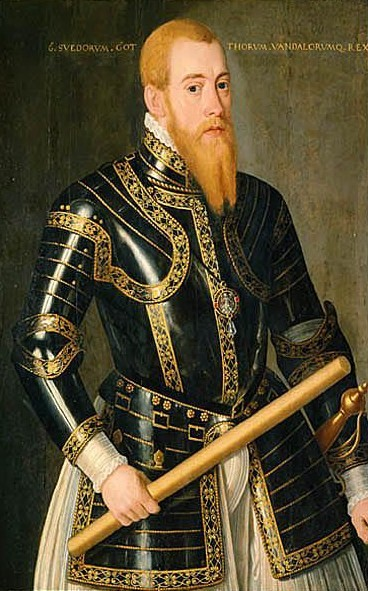
L'incoronazione di Erik XIV di Svezia nel 1561 fu l'occasione per un radicale cambiamento nel sistema di titoli nobiliari finlandese

Con l'incoronazione di re Eric XIV di Svezia nel 1561, alcuni titoli nobiliari iniziarono a divenire ereditari come ad esempio alcuni greve (conti) e friherre (baroni). Durante il regno di Eric la mutazione di questa consuetudine venne portata avanti per ravvicinare il sistema nobiliare svedese e finlandese a quello inglese e francese dell'epoca, introducendo tra l'altro il concetto di primogenitura. Il successore di Eric, re Giovanni III di Svezia, ad ogni modo decise nuovamente di cambiare le regole di concessione basandosi più sul modello tedesco e polacco, permettendo a tutti gli eredi maschi della medesima linea comitale o baronale di ottenere lo stesso titolo del capofamiglia. Giovanni III riconfermò inoltre l'ereditarietà di tutti i titoli quando il nobile di decreto fosse in grado di mantenere almeno un cavaliere. La Camera dei Nobili di Svezia venne quindi predisposta nel 1626 e vennero introdotte rigide norme di ingresso nella nobiltà, tra cui quello fondamentale di essere una famiglia "antica" nobilitata a suo tempo da un re di Svezia, scatenando così un grande interesse per le ricerche genealogiche.
Il requisito feudale del mantenimento di almeno un cavaliere venne presto meno e sul finire del secolo la nobiltà poteva dirsi a tutti gli effetti una classe sociale, sebbene in Finlandia iniziarono a prosperare maggiormente le famiglie della bassa nobiltà per ribadire la condizione di superiorità degli svedesi sui finlandesi e perché il vecchio sistema che basava la ricchezza della nobiltà finlandese sulla guerra era entrato in crisi con la stabilizzazione del paese.
Si sviluppò parallelamente una piccola nobiltà chiamata knapadel che spesso era stata creata negli ultimi secoli del medioevo e non era in grado di produrre un'adeguata conferma di antica nobiltà e pertanto era sistematicamente rigettata dalla partecipazione alla Camera dei Nobili di Svezia.
Con la riforma del 1561 anche i matrimoni tra le famiglie nobili divennero più ristretti in quanto solo il matrimonio tra coniugi della nobiltà poteva garantire un pieno status nobiliare ai figli che sarebbero nati dalla coppia. Nel contempo, gli aristocratici svedesi e quelli finlandesi iniziarono ad imparentarsi tra loro per mantenere legami sempre più stretti nella medesima classe sociale e questo spiega perché molte casate ancora oggi presenti hanno antenati in Finlandia, malgrado l'oggettiva distanza geografica spesso fosse un ostacolo per i contatti dell'epoca.
Il conte Axel Oxenstierna, I conte di Södermöre, Lord Gran Cancelliere di Svezia, fu l'architetto del cosiddetto Istrumento di Governo del 1634 che portò alla fondazione della moderna Svezia e per esteso anche della Finlandia. Egli si assicurò che tutti i principali incarichi di stato fossero ricoperti da aristocratici, centralizzando così il potere e spingendo così molti nobili finlandesi ad emigrare più o meno stabilmente in Svezia per stare a contatto con la società di governo e con la corte. Per controparte, molti nobili svedesi si insediarono in Finlandia, in particolare per i nuovi uffici ottenuti, magari in posizioni di controllo al confine del regno.
A causa delle molte guerre scoppiate nel XVII, la Corona era alla continua ricerca di un modo per ricompensare gli ufficiali che si fossero distinti e, dal momento che il denaro tendeva sempre più a scarseggiare, questo venne spesso sostituito dalla concessione di titoli nobiliari e di feudi col diritto di raccogliere delle tasse. Durante il Seicento, il numero delle famiglie nobili crebbe di cinque volte rispetto al secolo precedente, anche in Finlandia dove la terra abbondava e dove le concessioni venivano fatte largamente in riconoscimento del valore militare del popolo locale.
Come risultato, quando la Russia poi conquistò la Finlandia, nel paese non era presente una classe aristocratica forte e vi erano solo modeste proprietà in mano a famiglie di estrazione militare o che ricopriva posizioni confinarie.

### La nobiltà nell'era dell'Impero russo
Nel 1721, l'Impero russo ricevette la parte orientale della Contea di Viborg e Nyslott e la Contea di Kexholm dopo la conquista dell'area. Nel 1744 queste aree vennero consolidate con la conquista delle parti restanti della contea di Viborg e Nyslott e del Governatorato di Viborg. La Vecchia Finlandia aveva il suo centro principale proprio a Viborg e pertanto qui aveva sede gran parte della nobiltà finlandese.
Col Trattato di pace di Fredrikshamn nell'autunno del 1809, il re di Svezia venne obbligato a cedere l'intera Finlandia alla Russia e pertanto questo aprì una nuova strada per l'adozione delle istituzioni tradizionali finlandesi da parte del governo russo locale, soprattutto per il fatto che lo zar russo aveva preso il titolo di Granduca di Finlandia.
Il Granducato di Finlandia rimase sottoposto all'autorità degli zar ma fu de facto un'entità autonoma almeno sino al 1917.

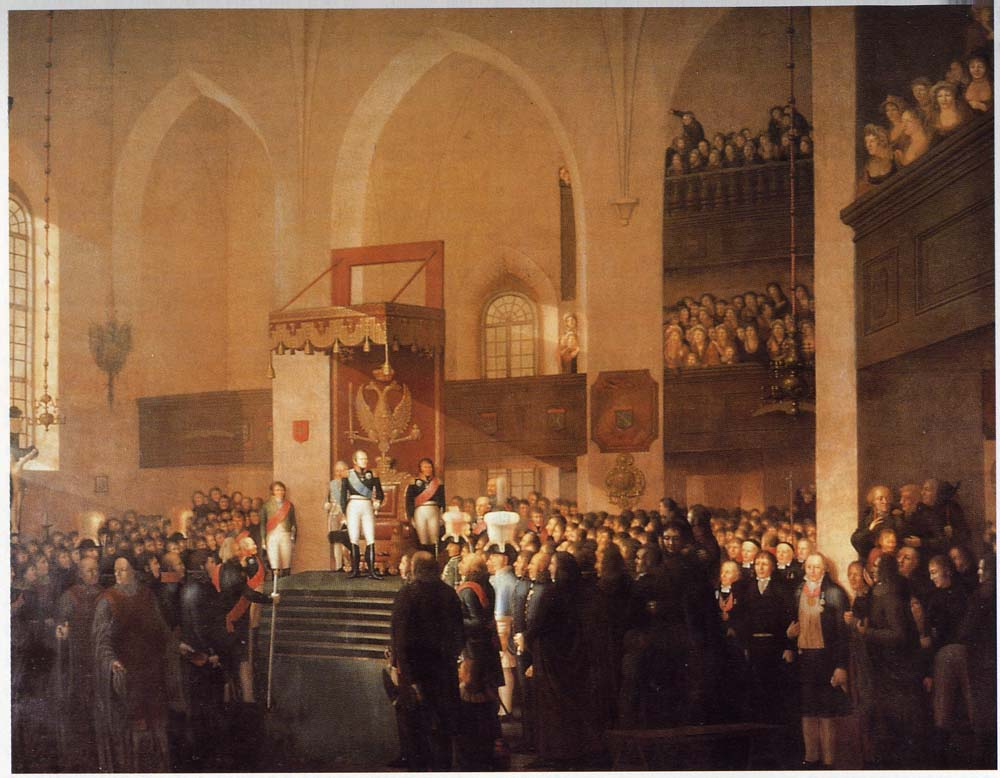
La Dieta di Porvoo del 1809

A partire dalla Dieta di Porvoo del 1809, la nobiltà finlandese tornò "padrona a casa propria" e si costituì in una vera e propria Camera dei Nobili a partire dal 1818, facendo costruire un palazzo apposito per le riunioni nel 1862, noto come Camera dei Nobili di Finlandia. Alla prima Dieta di stato la nobiltà era uno dei quattro stati rappresentati.
Gli zar di Russia come pure i loro predecessori re di Svezia, si servirono largamente dei nobili finlandesi trovando in loro dei validi alleati, dei generali valorosi e degli abili amministratori locali e questo fu uno dei motivi per cui al paese venne garantita una certa autonomia locale. Fu proprio col XVIII secolo, del resto, che all'interno della nobiltà finlandese iniziò a formarsi anche una classe di burocrati.
Durante il XIX secolo, i venne abolito però il sistema feudale e molti dei privilegi di cui la nobiltà finlandese aveva goduto sotto il dominio svedese, in particolare perché molti di questi erano divenuti ormai obsoleti. Quello che però non venne meno fu l'attaccamento alla terra e la tradizione rurale che guidava l'aristocrazia finlandese che, pur non lavorando più direttamente nelle fattorie, pagava servi ed amministratori per condurre i propri possedimenti, pagando spesso in prodotti più che in denaro.
La funzione principale della nobiltà era ancora la medesima del medioevo, ovvero fornire militari ed ufficiali per l'esercito oltre che personalità del mondo civile del nuovo stato granducale.

## Privilegi
Sino al XIX secolo, la nobiltà finlandese si basava ancora su privilegi di base feudale, connessi al possesso della terra di stile allodiale.
Nel 1906 con l'adozione del sistema unicamerale al parlamento, rimosse lo status di primo stato della nobiltà. L'ultimo titolo nobiliare venne concesso nel 1912.
La nobiltà ad ogni modo non venne mai abolita in Finlandia, nemmeno con la costituzione repubblicana del 1919 che pure continuò a garantire l'esistenza della nobiltà, pur riducendone lentamente i privilegi, oltre a quelli politici già formalmente aboliti dal 1906. Gli ultimi privilegi sulla tassazione vennero aboliti nel 1920.
Ad ogni modo fu solo nel 1995 che vennero aboliti tutti i privilegi di tutti i quattro stati con una revisione costituzionale, privilegi ormai considerati obsoleti.

## Titoli
I titoli della nobiltà finlandese erano:
- Principe (ruhtinas/furste)
- Conte (kreivi/greve)
- Barone (vapaaherra/friherre)
- Nobile (aatelismies/adelsman)

Il titolo di minor rango era quello riservato alla nobiltà ereditaria semplice degli "adelsman" ("nobili"). Tale nobiltà era spesso un'aristocrazia senza feudi.
Seguendo l'esempio tedesco, tutti i membri di una famiglia nobile finlandese ricevevano il medesimo status nobiliare e non solo il capofamiglia. Se la famiglia era una di rango principesco, comitale o baronale, tutti i membri quindi ricevevano il medesimo titolo. Solo due famiglie in tutto il panorama aristocratico finlandese facevano eccezione, i Mannerheim e gli Ainoff dove il capo famiglia ed il figlio primogenito del capofamiglia avevano il titolo di conte, mentre tutti gli altri membri della casata avevano il titolo di barone.
Le figlie femmine di una casata portavano per diritto il titolo assegnato alla loro casata ma col matrimonio acquisivano per parigrado il titolo del marito se di rango superiore, mentre non perdeva il proprio status se il marito era di rango inferiore (ad esempio una baronessa, sposandosi con un conte diveniva contessa, ma una baronessa sposando un nobile rimaneva una baronessa).
Al contrario di quanto accaduto in paesi come il Regno Unito, non fu possibile garantire alcun titolo dopo il 1917, anche se la repubblica riconobbe i titoli nobiliari. L'ultimo barone ad essere creato fu August Langhoff, nel 1912, il quale era Ministro Segretario di Stato della Finlandia.
I titolo di Furste (in svedese) o Ruhtinas (in finlandese) (principe della corona o sovrano) venne garantito nel Granducato di Finlandia dal monarca a una sola famiglia, quella dei Menschikoff nella persona di Alexander, principe Menschikoff), discendente di Alexander, duca di Ingria, il 1 luglio 1833. I Menschikoff ebbero quindi il privilegio di "primi pari di Finlandia", ma la casata si estinse nel XX secolo.
I cavalierati e l'appartenenza ad ordini cavallereschi spesso esulava dal conteggio della nobiltà stessa nel sistema nobiliare della Finlandia moderna.

## Famiglie nobili
Quelle che seguono furono le famiglie ammesse storicamente a far parte della Camera dei Nobili di Finlandia. In totale i membri erano i rappresentanti di 357 famiglie, di cui ancora 148 continuano a sopravvivere. Tra le famiglie ancora oggi esistenti si contano 4 famiglie col titolo di conte, 25 col titolo di barone e le restanti 119 famiglie appartengono alla nobiltà non titolata.
(A) nobiltà non titolata, (F) Friherre (barone), (G) Greve (conte), Furste (principe)
- (A) Adlercreutz
- (A) Adlerstjerna
- (A) Agricola
- (A) von Alfthan
- (F) von Alfthan
- (A) Aminoff
- (F) Aminoff
- (G) Aminoff
- (A) von Ammondt
- (A) Antell
- (A) Armfelt
- (F) Armfelt
- (G) Armfelt
- (A) Arppe
- (A) von Baumgarten
- (A) von Becker
- (A) Benzelstjerna
- (A) Bergenheim
- (F) Bergenheim
- (A) Bergenstråle
- (G) Berg
- (A) Björkenheim
- (A) af Björkesten
- (A) af Björksten
- (A) von Blom
- (A) Blåfield
- (A) von Boehm
- (A) Boije af Gennäs
- (F) Boije af Gennäs
- (A) von Boisman
- (A) von Bonsdorff
- (F) von Bonsdorff
- (A) von Born
- (F) von Born
- (A) Bosin
- (A) Brakel
- (A) Brand
- (A) von Briskorn
- (A) Brummer
- (A) Brummer
- (A) Bruncrona
- (A) af Brunér
- (A) Brunow
- (A) Bruun
- (F) Bruun
- (A) von Burghausen
- (A) Bäck i Finland
- (A) von Böningh
- (F) Carpelan
- (F) Cedercreutz
- (A) Cederholm
- (F) Cederström
- (A) von Cederwald
- (A) Charpentier
- (A) von Christierson
- (A) Clementeoff
- (A) von Collan
- (A) Conradi
- (G) Creutz
- (G) Cronhjelm af Hakunge
- (A) Cronstedt
- (F) Cronstedt
- (A) von Daehn
- (A) de Besche
- (A) de Carnall
- (A) de Carnall
- (A) De Geer
- (G) de Geer Till Tervik
- (A) de la Chapelle
- (F) de la Chapelle
- (A) de la Motte
- (A) Edelfelt
- (A) Edelheim
- (A) Edelsköld
- (A) Ehrenmalm
- (A) Ehrenstolpe
- (A) Ehrenström
- (A) Ehrnrooth
- (A) Ehrnrooth
- (A) Ekbom
- (A) Ekestubbe
- (A) Eneberg
- (A) af Enehjelm
- (A) Eneskjöld
- (A) von Essen
- (A) Estlander
- (A) Estlander
- (A) Etholén
- (A) Etholén
- (A) von Etter
- (A) Falckenheim
- (A) Falck
- (A) Fellman
- (A) Fellman
- (A) Feuerstern
- (A) von Fieandt
- (A) Finckenberg
- (A) Fischer
- (F) Fleming af Lieblitz
- (A) Fock
- (A) Forbes
- (A) af Forselles
- (F) af Forselles
- (A) Forsman
- (A) Fraser
- (A) Fredensköld
- (F) Freedricksz
- (A) Freidenfelt
- (A) von Frenckell
- (F) von Friesendorff
- (A) af Frosterus
- (A) Furuhjelm
- (A) Furumarck
- (A) Gadolin
- (A) af Gadolin
- (A) von Gertten
- (A) Glansentjerna
- (A) Godenhjelm
- (A) Granfelt
- (A) Gripenberg
- (F) Gripenberg
- (A) Gripenwaldt
- (A) Grotenfelt
- (A) Grönhagen
- (A) von Guvenius
- (A) Gyldenstolpe
- (F) Gyldenstolpe
- (A) Gyllenbögel
- (A) Gyllenhök
- (A) von Haartman
- (F) von Haartman
- (A) Hackman
- (A) von Hartmansdorff
- (F) von Hauff
- (A) von Hauswolff
- (A) Hedenberg
- (A) von Heideman
- (A) von Hellens
- (F) von Hellens
- (A) af Hellen
- (A) af Heurlin
- (A) Hisinger
- (F) Hisinger-Jägerskiöld
- (F) Hjerta
- (A) Hjulhammar
- (A) Hjärne
- (F) Hjärne
- (A) af Hällström
- (A) Hästesko af Målagård
- (A) Idestam
- (A) Indrenius
- (F) Indrenius-Zalewski
- (A) Jerlström
- (A) Jordan
- (A) von Julin
- (A) Jägerhorn af Spurila
- (A) Jägerhorn af Storby
- (A) Jägerskiöld
- (A) Järnefelt
- (A) af Klercker
- (F) af Klercker
- (A) Klick
- (F) Klinckowström
- (A) Klingstedt
- (A) Knorring
- (F) von Knorring
- (A) von Knorring
- (A) von Konow
- (A) von Kothen
- (F) von Kothen
- (A) Krabbe
- (A) von Kræmer
- (A) Kuhlefelt
- (A) Kuhlman
- (G) Kuscheleff-Besborodko
- (A) Ladau
- (A) Lagerborg
- (A) Lagermarck
- (A) Lagus
- (F) Langenskiöld
- (A) Langenskjöld
- (F) Langhoff
- (A) Lavonius
- (A) Lillienberg
- (A) Lilljebrunn
- (A) Lindcrantz
- (A) Lindelöf
- (A) Linder
- (F) Linder af Svartå
- (A) af Lindfors
- (A) Lindtman
- (A) Lode
- (F) Lybecker
- (F) Mannerheim
- (G) Mannerheim
- (A) Mannerstråle
- (A) von Marquard
- (A) Martinau
- (A) Mechelin
- (A) Mechelin
- (A) af Meinander
- (F) Mellin
- (Ruhtinas) Menschikoff
- (A) von Minckwitz
- (A) Molander
- (F) Molander
- (A) Montgomerie
- (A) Morian
- (A) Munck af Fulkila
- (F) Munck
- (A) Munsterhjelm
- (A) von Müller
- (A) Möllersvärd
- (A) von Nandelstadh
- (A) Nassokin
- (F) Nicolaij
- (F) von Nolcken
- (A) Nordenheim
- (A) Nordenskjöld
- (A) Nordenstam
- (A) Nordenswan
- (A) Nordmann
- (A) Norrmén
- (A) von Nottbeck
- (A) von Numers
- (A) Nybom
- (A) Nyborg
- (A) Oker-Blom
- (A) Olivecreutz
- (A) Ollongren
- (A) Palmén
- (F) Palmén
- (A) Palmfelt
- (A) af Petersen
- (A) Pinello
- (A) Pippingsköld
- (A) Pipping
- (A) Pistolekors
- (A) von Platen
- (A) Pomell
- (A) von Post
- (A) Procopé
- (A) Prytz
- (A) von Qvanten
- (F) Rask
- (F) Ramsay
- (A) Ramsay
- (A) von Rancken
- (A) von Rehausen
- (F) Rehbinder
- (A) Reiher
- (A) Rein
- (A) Rennerfelt
- (A) von Rettig
- (A) Reuterskjöld
- (A) Ridderborg
- (A) Ridderstad
- (A) Ridderstorm
- (A) Riddersvärd
- (A) Roediger
- (A) von Rohr
- (F) Rokassowskij
- (A) Roos af Hjelmsäter
- (A) Rosenbröijer
- (F) Rosenkampff
- (A) Rosenlew
- (A) Rotkirch
- (F) Rotkirch
- (A) Sackleen
- (F) Sackleen
- (G) Sanmark
- (A) Sass
- (A) von Schantz
- (A) Schatelowitz
- (A) Schauman
- (A) Schildt
- (A) von Schrowe
- (A) Schulman
- (F) af Schultén
- (A) af Schultén
- (A) Schützercrantz
- (A) von Schoultz
- (A) Segercrantz
- (A) Segerstråle
- (F) Silfverhjelm
- (A) Silfverswan
- (A) Snellman
- (A) Soisalon-Soininen
- (A) Spåre
- (F) Stackelberg
- (A) Standertskjöld
- (F) Standertskjöld
- (F) Standertskjöld-Nordenstam
- (A) Starck
- (A) af Stenhof
- (A) Steven
- (G) Stewen-Steinheil
- (A) von Sticht
- (A) Stierncreutz
- (F) Stjerncrantz
- (A) Stjernschantz
- (A) Stjernvall
- (A) Ståhlhane
- (A) Stålarm Tavast
- (A) Stålhammar
- (F) van Suchtelen
- (G) von Suchtelen
- (A) Svinhufvud af Qvalstad
- (A) Sölfverarm
- (A) Tandefelt
- (F) Tandefelt
- (A) Taube
- (A) Tawaststjerna
- (A) Tawast
- (A) Teetgren
- (A) af Tengström
- (A) von Tesche
- (A) Thesleff
- (A) von Thomsen
- (A) Tigerstedt
- (A) Toll
- (A) Toll
- (A) Torwigge
- (A) von Trapp
- (A) Tudeer
- (F) von Troil
- (A) von Törne
- (A) Törngren
- (A) Törnqvist
- (A) Uggla
- (A) af Ursin
- (F) Walleen
- (A) von Weissenberg
- (A) von Wendt
- (A) von Willebrand
- (F) von Willebrand
- (F) von Willebrand
- (F) von Willbrand
- (A) von Winther
- (A) von Wright
- (A) von Wulffert
- (A) Wadenstierna
- (A) Wahlberg
- (A) Wahren
- (A) Walleen
- (A) Wallensköld
- (A) Wallenstjerna
- (A) Wallenstråle
- (A) Wasastjerna
- (F) Wrede af Elimä
- (A) von Wright
- (A) von Wulffert
- (A) Wuorenheimo
- (A) Wärnhjelm
- (A) Yrjö-Koskinen
- (F) Yrjö-Koskinen
- (A) Zansen
- (G) Zakrewsky
- (A) Örnhjelm
- (A) Örn
- (A)pilipczuk